# ماريا أنجليكا أيالا
ماريا أنجليكا أيالا هي فارسة سباق فلبينية، ولدت في 6 أغسطس 1964.